# عزرا إيدلمان
عزرا إيدلمان (بالإنجليزية: Ezra Edelman)‏ هو منتج تلفزيوني ومخرج أمريكي، ولد في 6 أغسطس 1974 في بوسطن في الولايات المتحدة.

## وصلات خارجية
- عزرا إيدلمان على موقع IMDb (الإنجليزية)
- عزرا إيدلمان على موقع ألو سيني (الفرنسية)
- عزرا إيدلمان على موقع قاعدة بيانات الفيلم (الإنجليزية)